# RatPac-Dune Entertainment
RatPac Entertainment fue una compañía de producción y financiación de películas estadounidense, propiedad del productor y director Brett Ratner y Access Entertainment. RatPac fue fundada por Ratner y el multimillonario James Packer. RatPac es un socio en RatPac-Dune Entertainment con Dune Entertainment.

## Historia
RatPac Entertainment se formó en 2012 por Brett Ratner y el multimillonario James Packer. RatPac-Dune Entertainment LLC se formó en septiembre de 2013 por RatPac y Dune con un acuerdo de cofinanciación de 75 películas de cuatro años con Warner Bros. En diciembre de 2013, RatPac firmó un acuerdo a partir del 1 de enero de 2014 para financiar películas como parte de un acuerdo de producción entre Plan B Entertainment y New Regency. En abril de 2017, RatPac se convirtió en una subsidiaria de Access Entertainment con la compra de la parte de propiedad de James Packer. En abril de 2018, Warner Bros. anunció que estaban cortando lazos con la compañía después de las acusaciones de acoso sexual hacia Brett Ratner, teniendo a Ready Player One como la última película que su compañía financió con Warner Bros.

## Series de televisión
- Rush Hour (2016) (con Warner Bros. Television)

## Dune Entertainment
Dune Entertainment fue dirigida por Steven Mnuchin y había cofinanciado películas de Fox desde 2006. El 17 de marzo de 2006, Viacom acordó vender una participación mayoritaria en la biblioteca de películas de acción en vivo de DreamWorks Pictures a Soros Strategic Partners y Dune Entertainment II. La venta se completó el 8 de mayo de 2006. La compañía es el resultado de una empresa conjunta de 2013 entre RatPac Entertainment y Dune Entertainment, luego de un colapso en las negociaciones entre Dune y 20th Century Fox, lo que llevó a la compañía a cerrar un acuerdo con Warner Bros. en lugar de reemplazar a Legendary Pictures como el socio clave  cofinanciador de Warner.

### Películas de Dune
Producidas con 20th Century Fox, Fox Searchlight Pictures y Fox 2000 Pictures como Dune Entertainment, Dune Entertainment LLC o Dune Entertainment III LLC.
- The Hills Have Eyes (2006) (con Fox Searchlight Pictures)
- X-Men: The Last Stand (2006) (coproducida con Marvel Entertainment y The Donners' Company)
- The Sentinel (2006) (coproducida con Regency Enterprises)
- Garfield: A Tail of Two Kitties (2006) (coproducida con Davis Entertainment Company e Ingenious Film Partners)
- The Devil Wears Prada (2006)
- John Tucker Must Die (2006) (coproducida con Regency Enterprises and Tall Trees)
- Borat (2006)
- Eragon (2006)
- Night at the Museum (2006) (coproducida con 21 Laps Entertainment y 1492 Pictures)
- Pathfinder (2007)
- The Hills Have Eyes 2 (2007)
- Live Free or Die Hard (2007)
- Los 4 Fantásticos y Silver Surfer (2007) (coproducida con Marvel Studios, Constantin Film y 1492 Pictures)
- 28 Weeks Later (2007) (con Fox Atomic)
- The Darjeeling Limited (2007) (con Fox Searchlight Pictures)
- The Seeker: The Dark Is Rising (2007) (coproducida con Walden Media)
- Hitman (2007)
- Alvin and the Chipmunks (2007) (coproducida con Regency Enterprises y Bagdasarian Company)
- Aliens vs. Predator: Requiem (2007) (coproducida con John Davis y Brandywine)
- Choke (2008) (con Fox Searchlight Pictures)
- 27 Dresses (2008) (coproducida con Spyglass Entertainment)
- Jumper (2008) (coproducida con Regency Enterprises)
- Street Kings (2008) (with Fox Searchlight Pictures) (coproducida con Regency Enterprises y 3 Arts Entertainment)
- What Happens in Vegas (2008) (coproducida con Regency Enterprises, 21 Laps y Mosaic Media Group)
- Meet Dave (2008) (coproducida con Regency Enterprises, Friendly Films, Deep River Productions y Walks Into a Bar Productions)
- The Happening (2008) (coproducida con UTV Motion Pictures y Spyglass Entertainment)
- The X-Files: I Want to Believe (2008)
- Babylon A.D. (2008)
- The Secret Life of Bees (2008) (con Fox Searchlight Pictures) (coproducida con Overbrook Entertainment y The Donners' Company)
- Max Payne (2008)
- Australia (2008)
- The Rocker (2008) (coproducida con Fox Atomic y 21 Laps)
- The Day the Earth Stood Still (2008)
- Marley & Me (2008) (coproducida con Regency Enterprises y Sunswept Entertainment)
- Guerra de novias (2009) (coproducida con Regency Enterprises, New Regency, Birdie y Riche Ludwig)
- Dragonball Evolution (2009)
- X-Men Origins: Wolverine (2009) (coproducida con Marvel Entertainment, The Donners' Company y Seed)
- Night at the Museum: Battle of the Smithsonian (2009) (coproducida con 21 Laps Entertainment y 1492 Pictures)
- Aliens in the Attic (2009) (coproducida con Regency Enterprises y Josephson Entertainment)
- Post Grad (2009) (coproducida con Fox Atomic y Montecito Picture Company)
- I Love You, Beth Cooper (2009) (coproducida con Fox Atomic y 1492 Pictures)
- All About Steve (2009) (coproducida con Radar Pictures y Fortis Films)
- Whip It (2009) (con Fox Searchlight Pictures) (coproducida con Flower Films)
- Jennifer's Body (2009) (coproducida con Fox Atomic)
- Amelia (2009) (with Fox Searchlight Pictures)
- Crazy Heart (2009) (with Fox Searchlight Pictures)
- Fantastic Mr. Fox (2009) (coproducida con Indian Paintbrush y Regency Enterprises)
- Avatar (2009) (coproducida con Lightstorm Entertainment)
- Alvin and the Chipmunks: The Squeakquel (2009) (coproducida con Regency Enterprises, Bagdasarian Company y Tall Trees)
- Tooth Fairy (2010) (coproducida con Walden Media, Blumhouse and Mayhem Pictures)
- Percy Jackson & the Olympians: The Lightning Thief (2010) (coproducida con 1492 Pictures y Sunswept Entertainment)
- Our Family Wedding (2010) (con Fox Searchlight Pictures)
- Diary of a Wimpy Kid (2010) (coproducida con Color Force)
- Date Night (2010) (coproducida con 21 Laps)
- Just Wright (2010) (con Fox Searchlight Pictures)
- Marmaduke (2010) (coproducida con Regency Enterprises y Davis Entertainment Company)
- Cyrus (2010) (with Fox Searchlight Pictures) (coproducida con Scott Free)
- The A-Team (2010) (coproducida con Scott Free, Top Cow Productions y Stephen J. Cannell)
- Knight and Day (2010) (coproducida con Regency Enterprises and Pink Machine)
- Ramona and Beezus (2010) (coproducida con Walden Media)
- Predators (2010) (coproducida con Troublemaker Studios y Davis Entertainment)
- Vampires Suck (2010)
- Wall Street: Money Never Sleeps (2010)
- Love & Other Drugs (2010) (coproducida con Regency Enterprises, New Regency, Stuber Pictures y Bedford Falls Productions)
- Machete (2010) (coproducida con Troublemaker Studios)
- 127 Hours (2010) (with Fox Searchlight Pictures) (coproducida con Everest Entertainment)
- Black Swan (2010) (coproducida con Cross Creek Pictures y Phoenix Pictures)
- Unstoppable (2010) (coproducida con Scott Free Productions)
- The Chronicles of Narnia: The Voyage of the Dawn Treader (2010) (coproducida con Walden Media)
- Gulliver's Travels (2010) (coproducida con Davis Entertainment Company)
- Big Mommas: Like Father, Like Son (2011) (coproducida con Regency Enterprises)
- Diary of a Wimpy Kid 2: Rodrick Rules (2011) (coproducida con Color Force)
- Water for Elephants (2011)
- X-Men: primera generación (2011) (coproducida con Marvel Entertainment, Bad Hat Harry y Donners' Company)
- Mr. Popper's Penguins (2011) (coproducida con Davis Entertainment Company)
- Monte Carlo (2011) (coproducida con Regency Enterprises y DiNovi Pictures)
- Rise of the Planet of the Apes (2011) (coproducida con Chernin Entertainment)
- The Big Year (2011) (coproducida con Red Hour Films, Sunswept Entertainment, y Deuce Three)
- The Sitter (2011) (coproducida con Michael De Luca)
- Alvin and the Chipmunks: Chipwrecked (2011) (coproducida con Regency Enterprises y Bagdasarian Company)
- In Time (2011) (coproducida con Regency Enterprises y Strike Entertainment)
- We Bought a Zoo (2011) (coproducida con Vinyl Films y LBI Entertainment)
- Chronicle (2012) (coproducida con Davis Entertainment)
- This Means War (2012) (coproducida con Overbrook Entertainment)
- Prometheus (2012) (coproducida con Scott Free)
- Abraham Lincoln: Vampire Hunter (2012)

## RatPac-Dune Entertainment
RatPac-Dune Entertainment, LLC es una compañía de financiamiento de películas; una empresa conjunta de RatPac Entertainment y Dune Entertainment.
RatPac-Dune Entertainment, LLC se formó en septiembre de 2013 por RatPac y Dune con un acuerdo de cofinanciamiento de 75 películas con Warner Bros durante varios años. El 26 de noviembre de 2013, RatPac-Dune finalizó una línea de crédito de 300 millones de dólares con un grupo de bancos, liderado por el Bank of America Merrill Lynch, que tiene una opción para ampliar a 400 millones de dólares. En abril de 2018, Warner Bros. anunció que no renovarán su contrato con RatPac-Dune Entertainment después de las acusaciones de acoso sexual de Brett Ratner. En noviembre de 2018, la participación minoritaria de RatPac-Dune en una biblioteca de 76 películas de Warner Bros. se puso a la venta, y los inversores del fondo respaldaron a la biblioteca para que la retirara. Vine Alternative Investments hizo una alta oferta por la biblioteca, pero en enero de 2019, Warner Bros. ejerció sus derechos para igualar la oferta de la biblioteca y, esencialmente, adquirió los intereses de RatPac-Dune. El costo fue estimado en casi 300 millones de dólares.

### Películas de RatPac-Dune
El acuerdo de 75 películas cubre de forma pasiva todas las películas fuera de otras ofertas de financiamiento de producción, incluidas las de Village Roadshow Pictures, Gulfstream y Alcon Entertainment y todas las películas de Harry Potter. El acuerdo es pasivo tanto a nivel financiero como creativo, ya que RatPac-Dune no seleccionará qué películas financiar ni tendrá una opinión creativa sobre las películas.

#### Financiadas con Warner Bros.
- Gravity (2013)[11] (coproducida con Heyday Films (Sin créditos)
- Grudge Match (2013)[11] (coproducida con Gerber Pictures)
- The Lego Movie (2014) (coproducida con Warner Animation Group y Village Roadshow Pictures)
- Winter's Tale (2014) (coproducida con Village Roadshow Pictures y Weed Road Pictures)
- 300: Rise of an Empire (2014) (coproducida con Legendary Pictures y Cruel and Unusual Films)
- Godzilla (2014) (coproducida con Legendary Pictures)
- Blended (2014) (coproducida con Happy Madison Productions y Flower Films)
- Edge of Tomorrow (2014) (coproducida con Village Roadshow Pictures)
- Jersey Boys (2014) (coproducida con GK Films)
- Tammy (2014) (with New Line Cinema) (coproducida con Gary Sanchez Productions)
- Into the Storm (2014) (con New Line Cinema) (coproducida con Village Roadshow Pictures)
- If I Stay (2014) (con New Line Cinema y Metro-Goldwyn-Mayer)
- This Is Where I Leave You (2014)
- Annabelle (2014) (con New Line Cinema)
- The Judge (2014) (coproducida con Village Roadshow Pictures)
- Inherent Vice (2014)
- Horrible Bosses 2 (2014) (con New Line Cinema)
- American Sniper (2014) (coproducida con Village Roadshow Pictures)
- Jupiter Ascending (2015) (coproducida con Village Roadshow Pictures)
- Focus (2015) (coproducida con Overbrook Entertainment y Di Novi Pictures)
- Run All Night (2015)
- Get Hard (2015) (coproducida con Gary Sanchez Productions)
- The Water Diviner (2015)
- Hot Pursuit (2015) (con New Line Cinema) (coproducida con Metro-Goldwyn-Mayer Pictures)
- Mad Max: Fury Road (2015) (coproducida con Village Roadshow Pictures)
- San Andreas (2015) (con New Line Cinema) (coproducida con Village Roadshow Pictures)
- Entourage (2015) (coproducida con HBO)
- Max (2015) (coproducida con Metro-Goldwyn-Mayer)
- Magic Mike XXL (2015)
- The Gallows (2015) (con New Line Cinema) (coproducida con Blumhouse Productions)
- Vacation (2015) (con New Line Cinema)
- The Man from U.N.C.L.E. (2015)
- We Are Your Friends (2015)
- Black Mass (2015) (con Cross Creek Pictures)
- The Intern (2015)
- Pan (2015)
- Our Brand Is Crisis (2015)
- The 33 (2015)
- Creed (2015) (con New Line Cinema) (coproducida con Metro-Goldwyn-Mayer)
- In the Heart of the Sea (2015) (coproducida con Village Roadshow Pictures, Roth Films y Imagine Entertainment)
- Point Break (2015)
- How to Be Single (2016) (con New Line Cinema) (coproducida con Metro-Goldwyn-Mayer)
- Midnight Special (2016)
- Batman v Superman: Dawn of Justice (2016) (coproducida con DC Entertainment, Cruel and Unusual Films y Atlas Entertainment)
- Barbershop: The Next Cut (2016) (con New Line Cinema) (coproducida con Metro-Goldwyn-Mayer y CubeVision)
- Keanu (2016) (with New Line Cinema) (coproducida con Monkeypaw Productions y Principato-Young Entertainment
- Me Before You (2016) (con New Line Cinema) (coproducida con Metro-Goldwyn-Mayer)
- Central Intelligence (2016) (con New Line Cinema y Universal Pictures) (coproducida con Bluegrass Films)
- The Nice Guys (2016) (con Silver Pictures)
- The Conjuring 2 (2016) (con New Line Cinema)
- The Legend of Tarzan (2016) (coproducida con Village Roadshow Pictures, Jerry Weintraub Productions, y Dark Horse Entertainment)
- Lights Out (2016) (con New Line Cinema) (coproducida con Atomic Monster Productions y Grey Matter Productions)
- Suicide Squad (2016) (coproducida con DC Entertainment y Atlas Entertainment)
- War Dogs (2016) (coproducida con Green Hat Films y The Mark Gordon Company)
- Sully (2016) (coproducida con Village Roadshow Pictures, The Kennedy/Marshall Company, FilmNation Entertainment, Flashlight Films & Malpaso Productions)
- Storks (2016) (coproducida con Warner Animation Group y Stoller Global Productions)
- The Accountant (2016)
- Fantastic Beasts and Where to Find Them (2016) (coproducida con Heyday Films y Weed Road Pictures)
- Live by Night (2016)
- Collateral Beauty (2016) (coproducida con New Line Cinema, Village Roadshow Pictures, Overbrook Entertainment, Anonymous Content, PalmStar Media y Likely Story)
- The Lego Batman Movie (2017) (coproducida con Warner Animation Group, DC Entertainment, y Vertigo Entertainment)
- Kong: Skull Island (2017) (coproducida con Legendary Pictures y Tencent Pictures)
- Going in Style (2017) (coproducida con New Line Cinema y Village Roadshow Pictures)
- Fist Fight (2017) (con New Line Cinema) (coproducida con Village Roadshow Pictures, 21 Laps Entertainment, y Rickard Pictures)
- CHiPs (2017) (coproducida con Panay films y Primate Pictures)
- Unforgettable (2017)
- King Arthur: Legend of the Sword (2017) (coproducida con Village Roadshow Pictures y Weed Road Pictures)
- Everything, Everything (coproducida con Alloy Entertainment y Metro-Goldwyn-Mayer)
- Wonder Woman (2017) (coproducida con DC Entertainment, Atlas Entertainment y Cruel and Unusual Films)
- The House (2017) (coproducida con New Line Cinema, Village Roadshow Pictures, Gary Sanchez Productions y Good Universe)
- Dunkirk (2017) (coproducida con Syncopy Inc.)
- Annabelle: Creation (2017) (with New Line Cinema, Atomic Monster Productions y The Safran Company)
- It (2017) (with New Line Cinema) (coproducida con Vertigo Entertainment, Lin Pictures, KatzSmith Productions)
- The Lego Ninjago Movie (2017) (coproducida con Warner Animation Group y Vertigo Entertainment)
- Geostorm (2017) (coproducida con Electric Entertainment y Skydance Media)
- Justice League (2017) (coproducida con DC Films, Atlas Entertainment and Cruel y Unusual Films) (bajo Access Entertainment)
- The 15:17 to Paris (2018)[15]
- Game Night (2018)[15] (coproducida con Davis Entertainment)
- Ready Player One (2018) (coproducida con Amblin Entertainment, Reliance Entertainment, Village Roadshow Pictures y De Line Pictures)

#### Financiada conRegency Enterprises
- Aloha (2015) (coproducida con Columbia Pictures, LStar Capital y Vinyl Films)
- The Revenant (2015) (coproducida con New Regency, Appian Way, Anonymous Content y M Productions)
- Rules Don't Apply (2016) (coproducida con New Regency, Worldview Entertainment y Shangri-La Entertainment)
- Assassin's Creed (2016) (coproducida con Ubisoft Motion Pictures, New Regency, DMC Films y The Kennedy/Marshall Company)

#### Financiada conUniversal Pictures
- The Water Diviner (2015) (coproducida con Entertainment One, Mister Smith Entertainment, Seven Network, Hopscotch Features y Fear of God Films)

#### Financiada conSony Pictures Entertainment
- Aloha (2015) (con Columbia Pictures) (coproducida con Regency Enterprises Lstar Capital y Vinyl Films)
- Truth (2015) (con Sony Pictures Classics) (coproducida con Echo Lake Entertainment, Blue Lake Media Fund, Mythology Entertainment y Dirty Films)
- I Saw the Light (2016) (con Sony Pictures Classics) (coproducida con Bron Studios y CW Media Finance)

#### Financiada conRKO Pictures
- Barely Lethal (2015)

#### Financiada como RatPac Documentary Films
- Electric Boogaloo: The Wild, Untold Story of Cannon Films (2014)
- Chuck Norris vs. Communism (2015)
- Before the Flood (2016)
- Bright Lights: Starring Carrie Fisher and Debbie Reynolds (2016)[16]